# 欧州海上保安機関
欧州海上保安機関（おうしゅうかいじょうほあんきかん、英語：European Maritime Safety Agency、略称：EMSA）は、欧州連合の専門機関の一つ。海難事故、海洋汚染および捜索救難などの事態に対し、EU法の適用をもって事態の低減を任務としている。本部はポルトガル共和国リスボンに置かれている。
日本語訳には他に欧州海上保安庁や欧州海事安全機関 などがある。

## 任務
欧州海上保安機関に以下に示す任務が与えられている。
- 船舶による汚染と海上安全・予防の分野でのEU法の整備と執行支援。
- EUポートステートコントロール体制の全体的機能の監視により、海上安全と海上保安に関するEU法の効果的な整備と執行支援。
- 教育訓練活動を組織し、技術的解決方法を開発してEU法の執行に関わる技術的支援の提供。
- 海難事故を調査するための共通技法の開発。
- 海上安全および船舶による汚染に関するデータを提供し、違法活動をする船舶の識別と追及に関する改善の支援。

この様な任務を遂行するため欧州海上保安機関は加盟国の海洋業務機関と密接に協力する。

## 歴史
欧州連合は欧州海域内での大規模海難事故の多発、例えば1994年の客船「エストニア」の沈没事故、1999年のタンカー「エリカ」の原油流出事故、2002年のタンカー「プレステージ」の原油流出事故などを受けて、海上保安に関するEU法の重要なパッケージを採用した後、2002年に欧州海上保安機関は設立された。これにより専門技術機関による関連法の施行と執行の援助が可能となった。

## 組織
欧州海上保安機関はポルトガルの首都リスボンに置き、2009年6月にはリスボン中心部のカイス・ド・ソドレに建設された新庁舎に移転する。本部には約200人の職員が勤務しており、商業部門が契約する待機方式油回収船舶の小規模ネットワークを管理しており、加盟国に対して独自の緊急対応力を提供できるようになっている。これらは2009年末迄に16隻が整備されている。
2008年度の予算は5,000万ユーロで、その三分の一以上にあたる1,800万ユーロが海洋汚染対策に投じられた。